# Зелений Луг (Велізький район)
Зелений Луг (рос. Зелёный Луг) — присілок Велізького району Смоленської області Росії. Входить до складу Заозерського сільського поселення.
Населення — 2 особи (2007 рік). 